# Avenida La Marina (Viña del Mar)
La Avenida La Marina es una de las históricas arterias viales de Viña del Mar, Chile.
Recorre desde Caleta Abarca hasta llegar a la ribera sur del Estero Marga Marga. Esta avenida recibe gran flujo vehicular desde Avenida España.
Esta vía es un polo turístico de la Ciudad Jardín, pues alberga atracciones como el Hotel Sheraton Miramar, el Club Árabe, el Reloj de flores, el Castillo Wulff o el restaurant Cap Ducal. Esto le ha hecho ser un ícono paisajístico de la ciudad.

## Características
Posee dos tramos, el primero entre Avenida España y Puente Ecuador. Este tramo es uno de los más transitados, especialmente después de las 17:00, debido a que recibe un gran flujo vehicular proveniente de Valparaíso hacia el norte (Reñaca–Concón) o hacia el interior (Quilpué–Villa Alemana).
Aquel primer tramo se ubica en el borde costero hasta concluir en la ribera sur del Estero Marga Marga. Su otro tramo –corto– va desde el puente Quillota hasta calle Ocoa.
La última remodelación de su costanera –paseo costero– concluyó en octubre de 2023, siendo esto parte de un programa urbanístico ejecutado por el Ministerio de Vivienda y Urbanismo a través de distintos gobiernos presidenciales.